# Architectonica perdix
Architectonica perdix is een slakkensoort uit de familie van de Architectonicidae. De wetenschappelijke naam van de soort is voor het eerst geldig gepubliceerd in 1844 door Hinds.
De soort komt op het land voor in de kustgebieden van Maleisië.